# ATG Javelin
Die ATG Javelin ist ein Strahlflugzeug der Aviation Technology Group (ATG), der als Zweisitzer wie ein Düsenjäger geformt ist und zur Gruppe der Very Light Jets (VLJ) gehört. Es existiert ein flugfähiger Prototyp, die Entwicklung wurde jedoch von dem Hersteller im Dezember 2007 aufgrund von Finanzierungsschwierigkeiten eingestellt.
Ursprünglich geplant waren die Version Mk-10 als ziviles Geschäftsreiseflugzeug sowie das Schwestermodell Mk-20 als militärisches Trainingsflugzeug. Der Name Javelin kommt aus dem englischen und bedeutet übersetzt Speer.

## Technische Daten
- Länge: 11,28 m (37 ft)
- Höhe: 3,2 m (10,5 ft)
- Flügelspannweite: 7,65 m (25,1 ft)
- max. Gepäckzuladung: 90 kg (200 lb)
- max. Tankinhalt: 1060 l (850 kg)
- Antrieb: 2× Williams FJ33-4-17M Turbofan
- Schub: je 7562 N (1700 lbf)
- max. Reisegeschwindigkeit: Mach 0,92
- max. IFR Reichweite: 2315 km
- max. Strukturbelastung: +6/−3g
- Jungfernflug am 30. September 2005, vom Flughafen Centennial in Englewood (Colorado), USA
- Stückpreis: ca. 2,8 Mio. USD